# Barna lóri
A barna lóri (Calcopsitta duivenbodei) a papagájalakúak (Psittaciformes) rendjének, és a szakállaspapagáj-félék (Psittaculidae) családjába, azon belül a lóriformák (Loriinae) alcsaládjábának egyik képviselője.

## Előfordulása
Pápua Új-Guinea és Indonézia területén honos. Síkvidéki esőerdők 200 méter magas lombkoronájának lakója.

## Megjelenés
Testhossza 32 centiméter, testsúlya 200–300 gramm. Homloka, arcrésze és szárnyfoltja élénk sárga, tollazata zöldes-barnás színű. Rövid, erős kapaszkodó lábai vannak, ami elősegíti az ágakon való mozgást.

## Életmódja
Párokban, vagy 10–15 csapatokban a fák virágainak nektárjával, gyümölcseivel és virágporával táplálkozik. Hosszú és kényes csőre ehhez az étrendhez szakosodott.

## Szaporodása
Szaporodási időszaka nem ismert, de párzani általában márciusban szoktak. Fészekalja általában 4 tojásból áll, melyen 24–26 napig kotlik. Évente 2 fészekalja van.

## Képek
|  |  |

## Fordítás
- Ez a szócikk részben vagy egészben  a   Braunlori című német Wikipédia-szócikk fordításán alapul.  Az eredeti cikk szerkesztőit annak laptörténete sorolja fel. Ez a jelzés csupán a megfogalmazás eredetét és a szerzői jogokat jelzi, nem szolgál a cikkben szereplő információk forrásmegjelöléseként.